# Лаудер, Мария
Мария Элиз Тёрнер Лаудер (Туфи Лаудер) (англ. Maria Elise Turner Lauder; 20 февраля 1833 — 1 июня 1922) — канадская путешественница и писательница, автор сборника «Легенды и сказки гор Гарц» (1881). Современниками характеризовалась как романистка, поэтесса и музыкант-любитель.

## Ранние годы и образование
Мария Элиз Тёрнер родилась 20 февраля 1833 года в муниципалитете Сен-Арман провинции Квебека, Канада. Она была нормандского происхождения — её предки переехали из Франции в Германию после аннулирования Нантского эдикта. Позднее появилась на свет её сводная сестра, Агнес Гроте Коупленд (1849—1932).
Лаудер училась в США, в Оберлинском колледже штата Огайо, так как женщины не принимались в ближайший к Сен-Арману университет Торонто. Изучала богословие в течение двух лет у преподобного Чарльза Грандисона Финни.

## Творческая биография
Получив образование лингвиста, вернулась в Канаду и преподавала в женском колледже Уитби; в 1856 году вышла замуж за Аврама Уильяма Лаудера, учителя, с которым переехала в Торонто, где он изучал право. Будучи филантропом, Лаудер стала участницей движения «Союз христианских женщин». В 1858 году в семье родился сын — будущий пианист Уильям Лаудер, которого Мария воспитывала и обучала музыке до одиннадцати лет.
Свободно владея латынью, греческим и многими другими языками, Лаудер много путешествовала вместе со своим сыном, стремясь дать ему разностороннее образование; она проживала в Великобритании, Германии, Франции и Италии. Во время пребывания в Европе Лаудер завязала с дружбу со знаменитыми актёрами и музыкантами. Получив от своего знакомого критика Оскара Пауля рекомендательное письмо, она отвезла Уильяма в Сакс-Веймар, где он смог начать обучение у Ференца Листа. Согласно Журналу Американского Общества Листа, Уильям был единственным канадцем среди учеников композитора.
По приглашению Листа Уильям выступил в Риме. Там его мать представили королю Умберто I и удостоили чести приватной аудиенции с королевой Маргаритой Савойской, а затем пригласили посетить Квиринальский дворец и Каподимонте в Неаполе.
По возвращении домой Лаудер написала книги «Мой первый визит в Англию» (1865), «В Европу» (1877) и множество литературных статей и стихов под псевдонимом «Туфи Лаудер». Одну из своих книг, «Легенды и сказки гор Гарц» (1881), Лаудер посвятила королеве Маргарите и та подарила писательнице свой портрет с автографом, а также организовала встречу Лаудер и её сына с папой Римским Львом XIII. Об этой книге газета «The Westminster Review» написала:

«Любители старых немецких историй будут благодарить „Туфи Лаудер“ от всей души за то, что она собрала такой очаровательный сборник „Легенды и сказки гор Гарц“. Независимо от того, означает ли этот псевдоним леди или джентльмена (у нас нет возможности предположить), но мы должны представить, что изящный стиль книги исходит от ручки женщины»— 
Лаудер умерла в Торонто 1 июня 1922 года.

## Труды
Книги
- Lauder, Toofie. My First Visit to England. — 1865.
- Lauder, Toofie. In Europe. — 1877.
- Lauder, Toofie. Evergreen Leaves: Being Notes from My Travel Book (неопр.). — 1877.
- Lauder, Toofie. Evergreen Leaves: Or, "Toofie" in Europe. — 1884.
- Lauder, Toofie. Legends and Tales of the Harz Mountains, North Germany (англ.). — 1885.
- Lauder, Toofie. At Last. — 1894.

Другое
- «Britain, We Stand by You», (песня) 1899[14]
- The Last Night and its Vision (verse), Methodist Magazine and Review, 1901[15]
- «Uvedale Arthur» (песня), 1907[16]
- «Alone — The Queen’s Lament», (песня) 1908[17]